# La Purísima, Apaseo el Grande
La Purísima är en ort i Mexiko.   Den ligger i kommunen Apaseo el Grande och delstaten Guanajuato, i den centrala delen av landet, 200 km nordväst om huvudstaden Mexico City. La Purísima ligger 1 790 meter över havet och antalet invånare är 1 215.
Terrängen runt La Purísima är platt norrut, men söderut är den kuperad. Runt La Purísima är det ganska tätbefolkat, med 207 invånare per kvadratkilometer. Närmaste större samhälle är Celaya, 14,9 km väster om La Purísima. Trakten runt La Purísima består till största delen av jordbruksmark.